# 新潟県道425号高尾田島線
新潟県道425号高尾田島線（にいがたけんどう425ごう たかおたじません）は、新潟県上越市内を通る一般県道である。

## 概要

### 路線データ
起点：新潟県上越市牧区高尾（新潟県道278号牧横住線との交点）
終点：新潟県上越市牧区田島（田島交差点・新潟県道301号柳島信濃坂線との交点）

## 地理

### 通過する自治体
- 新潟県上越市

### 接続する道路
- 新潟県道278号牧横住線
- 新潟県道301号柳島信濃坂線

### 周辺
- 琴毘沙神社
- 高尾活性化センター
- 福楽寺
- 上越市牧地区公民館
- 上越市立牧中学校